# 金拱阊
金拱阊，浙江山阴人，是一名清朝政治人物。
金拱阊曾于乾隆四十七年接替卫锦任龙岩州知州一职，乾隆四十七年由郁邦基接任。